# Brewster's Rooster
Brewster's Rooster is het achttiende muziekalbum van de Britse saxofonist John Surman, in 2009 uitgegeven bij het platenlabel ECM Records. Dit keer weer met een jazzensemble. Het album is opgenomen in New York in de Avatar Studio gedurende september 2007. In het album een opmerking over het repareren van de baritonsaxofoon van Surman, die tijdens vliegtransport beschadigd was.

## Musici
- John Surman – sopraansaxofoon en baritonsaxofoon
- John Abercrombie – gitaar
- Jack DeJohnette – slagwerk
- Drew Grass – contrabas

## Tracklisting
| Nr. | Titel                            | Duur  |
| --- | -------------------------------- | ----- |
| 1.  | Slanted sky (John Warren)        | 6:33  |
| 2.  | Hilltop dancer (John Surman)     | 7:26  |
| 3.  | No finesse (John Surman)         | 6:51  |
| 4.  | Kickback (John Surman)           | 7:24  |
| 5.  | Chelsea Bridge (Billy Strayhorn) | 5:48  |
| 6.  | Hayvain (John Surman)            | 6:18  |
| 7.  | Counter measures (John Surman)   | 10:43 |
| 8.  | Brewster's rooster (John Surman) | 6:36  |
| 9.  | Going for a Burton (John Surman) | 6:47  |